# Frithia
Frithia ist eine Pflanzengattung aus der Familie der Mittagsblumengewächse (Aizoaceae). Der botanische Name der Gattung ehrt Frank Frith (1872–1954).

## Beschreibung
Die Pflanzen der Gattung Frithia sind in den Boden eingesenkt und wachsen in kompakten Rosetten von bis zu 30 Millimeter Durchmesser. Die wechselständigen Laubblätter sind keulenförmig und besitzen eine fast flache Spitze, an der sich ein durchsichtiges Fenster befindet. Ihre raue Oberfläche ist fast vollständig mit einer Wachsschicht überzogen.
Die einzelnen, meist sitzenden Blüten erreichen einen Durchmesser von bis zu 35 Millimeter. Es sind fünf ungleiche Kelchblätter vorhanden, die zu einer kurzen, becherförmigen Röhre verwachsen sind. Die zahlreichen, purpurfarbenen bis weißen  Kronblätter sind in mehreren Wirteln angeordnet und an der Basis miteinander verwachsen. Die fadenförmigen Staminodien umgeben drei Kreise mit Staubblättern. Die fünfteilige Narbe hat kurze, scharf zugespitzte Fruchtblätter.
Die Pflanzen blühen in ihrer Heimat in den Monaten Oktober bis Februar. Die Blüten öffnen sich am späten Morgen und schließen sich am späten Nachmittag wieder.
Die gelben bis ockerfarbenen Früchte sind fünffächrig und im Profil kreis- bis eiförmig. Sie enthalten kleine braune und raue Samen.

## Systematik und Verbreitung
Das Verbreitungsgebiet der Gattung Frithia erstreckt sich in Südafrika vom Osten der Provinz Nordwest bis in den Westen der Provinz Gauteng. Die Pflanzen wachsen auf kieshaltigen Ebenen mit verwittertem Quarz oder Sandstein. Die Niederschlagsmenge liegt im Sommer bei 700 bis 800 Millimeter.
Die Erstbeschreibung der Gattung wurde 1925 von Nicholas Edward Brown veröffentlicht. Die Typusart ist Frithia pulchra. Nach Heidrun Hartmann umfasst die Gattung Frithia die beiden folgenden Arten:
- Frithia humilis P.M.Burgoyne
- Frithia pulchra N.E.Br.

## Nachweise